# Disa (motorcykel)
 Der er for få eller ingen kildehenvisninger i denne artikel, hvilket er et problem. Du kan hjælpe ved at angive troværdige kilder til de påstande, som fremføres i artiklen.

 For alternative betydninger, se DISA (flertydig). (Se også artikler, som begynder med DISA)
Disa er en danskproduceret motorcykel fra starten af 1950'erne. Produktionen af modellen V100 ophørte i 1956. Der menes at der blev fabrikeret mellem 500 og 600 eksemplarer af denne model.
I midten af 1950-erne udviklede Jørgen Skafte Rasmussen (tidligere DKW) en 150 cm³ totaktsmotor med asymmetrisk skylning. Der blev kun fremstillet en håndfuld prototyper af den "nye" motorcykel. Projektet blev standset, da der ikke kunne skabes den forventede afsætning til bl.a. landpostbude.
| Stub | Spire Denne motorcykel, scooter eller knallert relaterede artikel er en spire som bør udbygges. Du er velkommen til at hjælpe Wikipedia ved at udvide den. |